# Kujō Yoritsugu
Kujō Yoritsugu (九条頼嗣?   17 de diciembre de 1239 - 14 de octubre de 1256) fue el quinto shōgun del shogunato Kamakura de Japón; gobernó entre 1244 hasta 1252.

Fue hijo del cuarto shogun Kujō Yoritsune y estaba controlado por los regentes del clan Hōjō. Asumió el trono a los seis años, cuando su padre fue depuesto y gobernó hasta los trece  cuando también el clan Hōjō lo depuso.

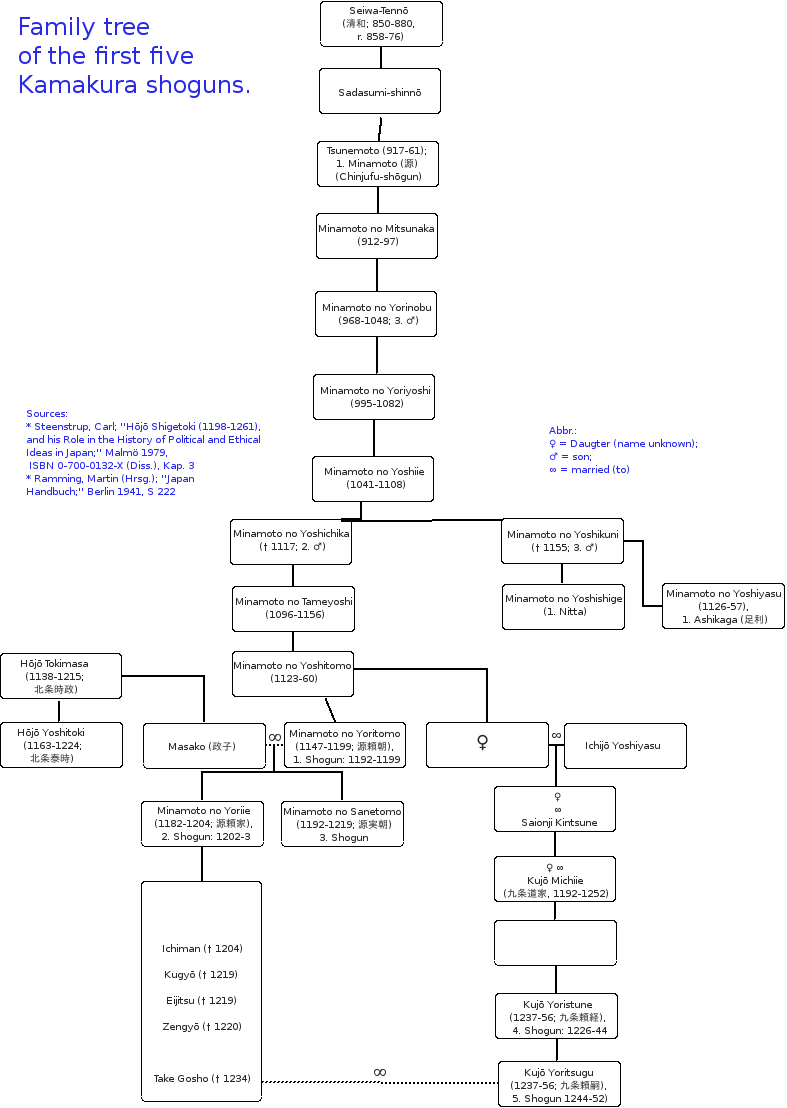
Árbol genealógico de los primeros cinco shōguns del shogunato Kamakura